# L'albero stregato
L'albero stregato è la quinta storia della serie horror per ragazzi La Strada della Paura, scritta da R. L. Stine. È stata la quinta ad essere pubblicata in Italia.

## Trama
Mentre passeggiano per Fear Street, due ragazzi notano una casetta su un albero che si dice essere appartenuta ad un ragazzo che vi morì mentre cercava un riparo da una tempesta di fulmini.